# パリの炎
パリの炎（パリのほのお、英語: Flames of Paris、ロシア語: Пла́мя Пари́жа）は、フランス革命歌をもとにしたボリス・アサフィエフの音楽にヴァシリー・ワイノーネンが振り付けた、4幕のバレエ作品である。台本はニコライ・ヴォルコフとウラジーミル・ドミトリエフで、フェリックス・グラの小説 "Les Marceliers" に取材している。1932年11月7日、ユーリー・ファイエルの指揮でレニングラードのキーロフ劇場で初演された。配役はミレイユ・ド・ポワティエにナタリア・ドゥジンスカヤ、ジェロームにワフタング・チャブキアーニ、ジャンヌにオルガ・ジョーダン、テレーズにニーナ・アニシモワ、ミストラルにコンスタンチン・セルゲーエフが充てられた。
ボリショイ・バレエでの初演は1933年7月6日で、モスクワのボリショイ劇場でジェロームをアレクセイ・エルモライエフ、ジャンヌをアナスタシア・アブラモワ、テレーズをナデジダ・カプスティーナ、ミレイユ・ド・ポワティエをマリナ・セミョーノワが演じた。
2008年にアレクセイ・ラトマンスキーがボリショイ・バレエのために改訂を行ったものは2幕構成となっており、イワン・ワシリーエフとナタリヤ・オシポワによる公演を収録したDVDが入手できる。

## 背景
『パリの炎』はフランス革命を舞台にしたいわゆる「革命もの」のバレエであり、義勇兵によるテュイルリー宮殿襲撃と国王夫妻のパリへの連行（ヴェルサイユ行進）を扱っている。
舞台こそ18世紀のフランスであるが、本作は1932年の十月革命15周年を記念して制作されたもので、「専制に対する革命の勝利は世界史において普遍的なものである」ことを示すというソ連政府の意向にも沿うものといえる。

## あらすじ
最初の舞台はマルセイユの森。狩りにやってきたコスタ・デ・ボルガル子爵が、美しい村娘ジャンヌにしつこく言い寄る。そこへジャンヌの兄ジェロームが現れてジャンヌを助け出すが、貴族達に因縁を付けられて投獄されてしまう。
一部始終を見ていたボルガル子爵の娘アデリーヌはジェロームに恋心を抱き、ジェロームを逃がす。
一方、義勇兵フィリップ率いる義勇軍は、民衆の怒りに燃え上がった革命の炎に手を貸すべくマルセイユの森からパリに向けて進軍する。そこにジャンヌとジェロームが現れて貴族達の横暴を語り、フィリップに入隊を志願する。義勇軍は2人を受け入れて進軍を続ける。
時同じくしてボルガル子爵は脱獄したジェロームを討つため刺客を放ち、刺客はアデリーヌを連れてパリに向け出発する。
場所は変わってパリの王宮。ルイ16世と王妃マリー・アントワネットが出席して大夜会が開催され、優雅なメヌエットが流れる中で王朝の繁栄を祈る乾杯が行なわれ、居並ぶ将校達は王への忠誠を誓う。
そこに突然革命歌ラ・マルセイエーズが響き、宮廷の役人や将校達は慌てふためく。
パリの広場では、民衆がワインと踊りで義勇軍を歓迎する。その最中に砲撃の爆音が響き、それが合図であったかのように王宮への襲撃が始まる。その先頭には、三色旗を手にしたジャンヌの姿があった。
ついには王宮が占拠される。炎が燃え盛る広場には人々が溢れ、君主制の瓦解とフランス共和国の誕生が宣言されて新時代が幕を開ける。人々は歓喜し祝祭を続けるが、義勇軍の勝利の陰で、旧体制側は理不尽かつ残酷な仕打ちを受けていた。

## 分析
このバレエの振付にあたって、ヴァシリー・ワイノーノネンは作曲家のボリス・アサフィエフがそうしたのと同様に、さまざまな要素を取り入れている。クラシック・バレエの他、キャラクター・ダンス、コート・ダンスやフォークダンス、パントマイム、ソロ・パフォーマンスに群像劇を組み合わせている。
振付はほぼクラシック・バレエに基づくが、たとえばテレーズには力強く表現力豊かなダンスで定評のあったキャラクター・ダンサーのニーナ・アニシモワを充て、民衆の情熱とエネルギーを表現させることを狙った。一方、義勇兵フィリップとその恋人ジャンヌの踊りは純粋に古典的な様式で、プティパが振り付けたようなパ・ド・ドゥが設けられている。また、ルイ16世の宮殿のシーンには伝統的なパントマイムが多く盛り込まれ、マリー・アントワネットが踊るメヌエットにも美しい振付がされている。
ワイノーネンは、舞台上にクラシック・バレエによる踊りを増やすため、国王が宴会に招いた俳優の男女アントワーヌ・ミストラルとミレイユ・ド・ポワティエの役柄を用意した。この役柄は、クラシック・バレエによるパ・ド・ドゥでその妙技を披露できる優れたバレエダンサーを充てることを意図したもので、初演ではそれぞれコンスタンチン・セルゲーエフとナタリア・ドゥジンスカヤが演じた。アントワーヌもミストラルも革命側の人物なので、王宮襲撃のシーンの後、ヴァリアシオンやコーダ、24人から始まり32人まで増えるコール・ド・バレエに加わって踊る。

## 映像作品
- 1953, Stars of the Russian Ballet, a Soviet film production that contains segments of the ballets Swan Lake, The Fountain of Bakhchisarai, and The Flames of Paris. Available on DVD.
- 2010, Bolshoi Ballet, with Natalia Osipova (Jeanne), Ivan Vasiliev (Philippe), Denis Savin (Jérôme), Yuri Klevtsov (Marquis de Beauregard), Pavel Sokorin (conductor). Available on DVD.